# Melanophryniscus paraguayensis
Melanophryniscus paraguayensis är en groddjursart som beskrevs av Céspedez och Motte 2007. Melanophryniscus paraguayensis ingår i släktet Melanophryniscus och familjen paddor. Inga underarter finns listade i Catalogue of Life.